# Ryan Paevey
Ryan Jacob Paevey-Vlieger, bardziej znany jako Ryan Paevey (ur. 24 września 1984 w Torrance) – amerykański aktor telewizyjny i model. W 2013 dołączył do opery mydlanej ABC Szpital miejski (General Hospital, 2013–2018) w roli detektywa Nathana Westa.

## Życiorys
Urodził się w Torrance, w stanie Kalifornia jako syn Lindy Paevey i Lesa F. Vliegera. Jego ojciec miał pochodzenie holenderskie i indonezyjskie. Dorastał z młodszą siostrą Kaitlyn w Los Angeles. W liceum biegał na bieżni i przełajach.
Jako licealista rozpoczął karierę jako model. Debiutował jako Tom w filmie krótkometrażowym Dziewczyna z rękawicą (The Girl with the Gloves, 2011). Pojawił się w teledysku do przeboju Christiny Aguilery „Your Body” (2012). Od 19 grudnia 2013 do 9 lutego 2018 grał postać detektywa Nathana Westa w operze mydlanej ABC Szpital miejski (General Hospital).